# Jean-Christophe Sarnin
Jean-Christophe Sarnin est un nageur français spécialiste de la brasse, né le 2 avril 1976 à Lyon (Rhône).

## Biographie
Originaire de Chauffailles, ville de Saône-et-Loire, il pratique beaucoup de sport et en particulier le basket. Mais c'est grâce à sa sœur qu'il découvre la brasse. Il débute ainsi dans le club local de natation de Chauffailles, avant d'être repéré et de partir pour l'Alliance Dijon Natation.
Il entre en équipe de France en 1996, et participe ainsi aux Jeux olympiques d'été de 1996, à Atlanta. Lors des Championnats de France de natation 1997, il décroche le titre de champion de France du 200 m brasse. La même année, il termine à des places d'honneur aux Championnats d'Europe de natation 1997 sur 100 m et 200 m brasse, avant d'obtenir la médaille d'argent aux Championnats du monde de natation 1998, à Perth (Australie). Cette médaille intervient quatre ans après ses débuts en natation.
Se fixant comme objectif les Jeux olympiques d'été de 2000, il n'y participe cependant pas à cause d'une blessure l'empêchant de réaliser les minima.
Il met fin à sa carrière en 2002. Il est notamment cité pour faire partie d'un organe disciplinaires compétent en matière de dopage. Il garde un lien avec sa ville d'origine, y compris en matière sportive, en participant aux remises de médailles lors de compétitions  de jeunes nageurs,. Il entraîne désormais des jeunes nageurs au Lancy Natation, à Genève, aux côtés de Philippe Fontaine qui, à part le fait d'être un excellent entraîneur de natation, est un célèbre moniteur de ski dans les Alpes .

## Palmarès

### Jeux olympiques d'été
| Discipline / Année | Atlanta 1996                 |
| 200 m brasse       | 14e 2 min 16 s 26 (Finale B) |

### Championnats du monde
| Discipline / Année | Perth 1998                   |
| 100 m brasse       | 6e de sa série 1 min 03 s 37 |
| 200 m brasse       | Argent 2 min 13 s 42 (RF)    |

La médaille d'or lui échappe pour 2 centièmes, au profit de l'américain Kurt Grote. Ce temps devient cependant le nouveau record de France, qui sera battu un an plus tard par Stéphan Perrot.

### Championnats d'Europe
| Discipline / Année | Seville 1997     |
| 100 m brasse       | 4e 1 min 2 s 49  |
| 200 m brasse       | 7e 2 min 15 s 19 |

### Championnats de France
| Discipline / Année | Dunkerque 1996 (hiver) | Menecy 1997       | Amiens 1998     | Dunkerque 1999   | Chamalières 2001 | Chalon-sur-Saône 2002 |
| 100 m brasse       | 3e 1 min 3 s 37        | -                 | 6e 1 min 5 s 07 | 2e 1 min 3 s 50  | 3e 1 min 3 s 36  | 6e 1 min 3 s 25       |
| 200 m brasse       | 2e 2 min 15 s 53       | 1er 2 min 14 s 86 | -               | 6e 2 min 22 s 85 | 2e 2 min 16 s 04 | 4e 2 min 17 s 62      |